# Johann Baptist Graser

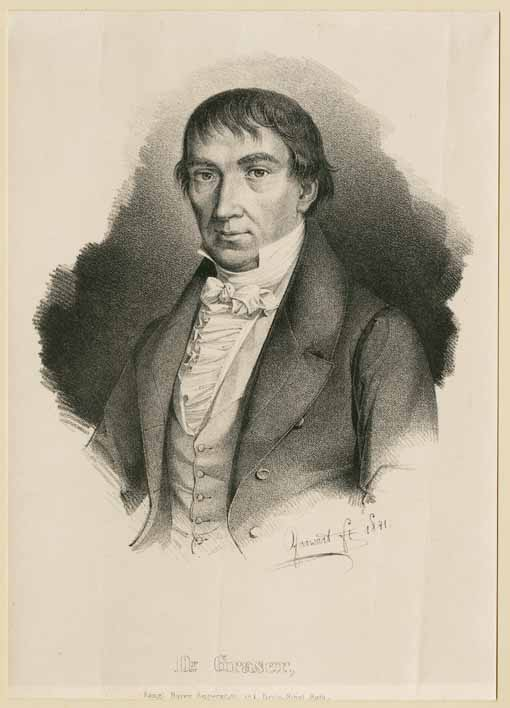
Johann Baptist Graser

Johann Baptist Graser (* 11. Juli 1766 in Eltmann; † 28. Februar 1841 in Bayreuth) war ein deutscher Pädagoge und römisch-katholischer Priester.

## Leben und Wirken
Graser wurde am 11. Juli 1766 in Eltmann im unterfränkischen Landkreis Haßberge geboren. Seine Eltern waren der Gastwirt und Metzger Adam Graser und dessen Ehefrau Kunigunde, geborene Schreck. Die Familie von Molitor aus Bamberg, bei der er später in Diensten stand, ermöglichte ihm den Besuch des dortigen Gymnasiums, das er glänzend absolvierte. Von 1782 bis 1786 studierte er Humanistik mit dem Schwerpunkt Philosophie und Pädagogik an der Universität Bamberg und nach der Promotion von 1786 bis 1790 Theologie an der Universität Würzburg. In Würzburg lehrten Theologen, die Anhänger der Aufklärung waren, darunter der Systematiker Franz Oberthür. Graser trat als Alumne in das Priesterseminar ein und wurde am 18. September 1790 zum Priester geweiht.
Nach der Priesterweihe hatte Graser zwei Jahre lang am adeligen Knabenseminar Julianum in Würzburg die Stelle eines Präfekten inne. In dieser Zeit wurde er aushilfsweise als Kaplan eingesetzt. Auf Empfehlung seines Bischofs Franz Ludwig von Erthal berief ihn 1792 der Erzbischof von Salzburg, Hieronymus von Colloredo, als Miterzieher und Lehrer der Pagen in seine Stadt. Bis 1801 wird er als „Instructor und Subdirektor der Edelknaben“ im Hofschematismus aufgeführt.
Graser, der mit Oberthürs Ideen konform ging, verfasste anonym das Werk Prüfung des katholischen Religionsunterrichts, das im Jahr 1800 erschien. Um den Salzburger Regens Matthäus Fingerlos zu schützen, der der Autorenschaft verdächtigt wurde, musste er sich jedoch bald als dessen Verfasser zu erkennen geben. Im ersten Halbjahr 1801 hielt Glaser ein Semester lang Vorlesungen an der Universität Landshut, einem Vorläufer der heutigen Ludwig-Maximilians-Universität München. Nach seiner Entbindung aus dem Amt verbrachte er die Jahre 1801 und 1802 als Privatmann in Würzburg und Bamberg.
Mit Schreiben vom 30. Juli 1804 ernannte ihn Maximilian von Montgelas zum Oberschulrat und Studienkommissär in Franken. Diese Stelle hatte Graser bis 1810 inne und wohnte in jener Zeit im Schnappauffschen Priesterhaus in Bamberg. Nach dem Verkauf des vormaligen Fürstentums Bayreuth an das Königreich Bayern wurde Graser 1810 vom bayerischen König Ludwig I. als Regierungs- und Kreisschulrat des Obermainkreises in Bayreuth bestellt. Das Volksschulwesen war damals noch stark unterentwickelt. 1811 erhielten in Bamberg fast alle Kinder der „höheren“ Schichten Privatunterricht. Auf dem Land waren die meisten Schulen Wanderschulen, wo Hirten, die selbst kaum lesen und schreiben konnten, die Kinder unterrichteten. Unter Grasers Leitung wurden bis 1825 rund 150 Schulen eingerichtet. Neben seiner administrativen Tätigkeit war er um eine Qualifizierung der Lehrer und die Einführung besserer Unterrichtsmethoden bemüht. Mit seiner Schreib-Lese-Methode fand er breite Anerkennung.

Die Distrikt-Schulinspektion hob Grasers Wirken wiederholt lobend hervor und fasste zusammen:
1. Die Kinder haben mehr Freude an der Schule und gehen mit viel größerer Lust in dieselbe, als vorher.
2. Sie sind viel aufmerksamer und stiller.
3. Der Fortschritt in der Bildung ist viel schneller.
4. Lesen, Schreiben und Rechnen werden nicht mehr mechanisch, sondern auf eine geistbildende Weise betrieben.
5. Die Antworten erfolgen rascher und richtiger.
6. Die Schulen, in denen nach Graserscher Methode unterrichtet wird, sind anderen Schulen weit voraus![1]

Graser wurde mit seinen Reformen bekannt, insbesondere im Schulwesen Oberfrankens, hinsichtlich der Lehrer-Qualifizierung und der Einführung  moderner Unterrichtsmethoden. Er war Berater des russischen Zaren Alexander I. wie auch der Königin von England Victoria und sogar des Präsidenten der Vereinigten Staaten von Amerika.
Mit Verweis auf das Bayerische Judenedikt des Jahres 1813 forderte Graser qualifizierte Lehrer und Bildungseinrichtungen auch für jüdische Kinder. Ihm zufolge sollte eine allgemeine Schulanstalt als Werktags- und Feiertagsschule für die jüdische Jugend eingerichtet werden. Eine gesonderte allgemeinbildende jüdische Schule lehnte er jedoch bald ab, damit sich christliche und jüdische Kinder besser kennenlernten und in Toleranz übten. Auch kritisierte er den jüdischen Religionsunterricht, der nur aus dem Talmudstudium und der Lehre der hebräischen Sprache bestehe, als „zweckwidrig“, weil er die Kluft zwischen den Religionen vertiefe. Nach seiner Vorstellung müsse dieser, statt am Sabbat von unqualifizierten Lehrern in der Synagoge, in öffentlichen Schulen erteilt werden. Aber auch am katholischen Religionsunterricht, der die Situation des Schülers nicht berücksichtige, übte Graser massive Kritik. Zum Teil wurden seine Forderungen erfüllt: Die Unterweisung in israelitischer Religion oblag nur noch dem jeweiligen Rabbiner und wurde an den allgemeinen Schulen durchgeführt; der Lehrer hatte einen Lehrplan, der die allgemeine Religionslehre, die positive Religionslehre und die biblische Geschichte umfasste, der Regierung vorzulegen.
Aus haushalts- und vermutlich auch bildungspolitischen Gründen beseitigte König Ludwig I. 1825 die Institution der Kreisschulräte, die die pädagogische Fachaufsicht bei den Kreisregierungen darstellten. Grasers Wirken als Regierungs- und Kreisschulrat wurde in jenem Jahr beendet.

## Privatleben

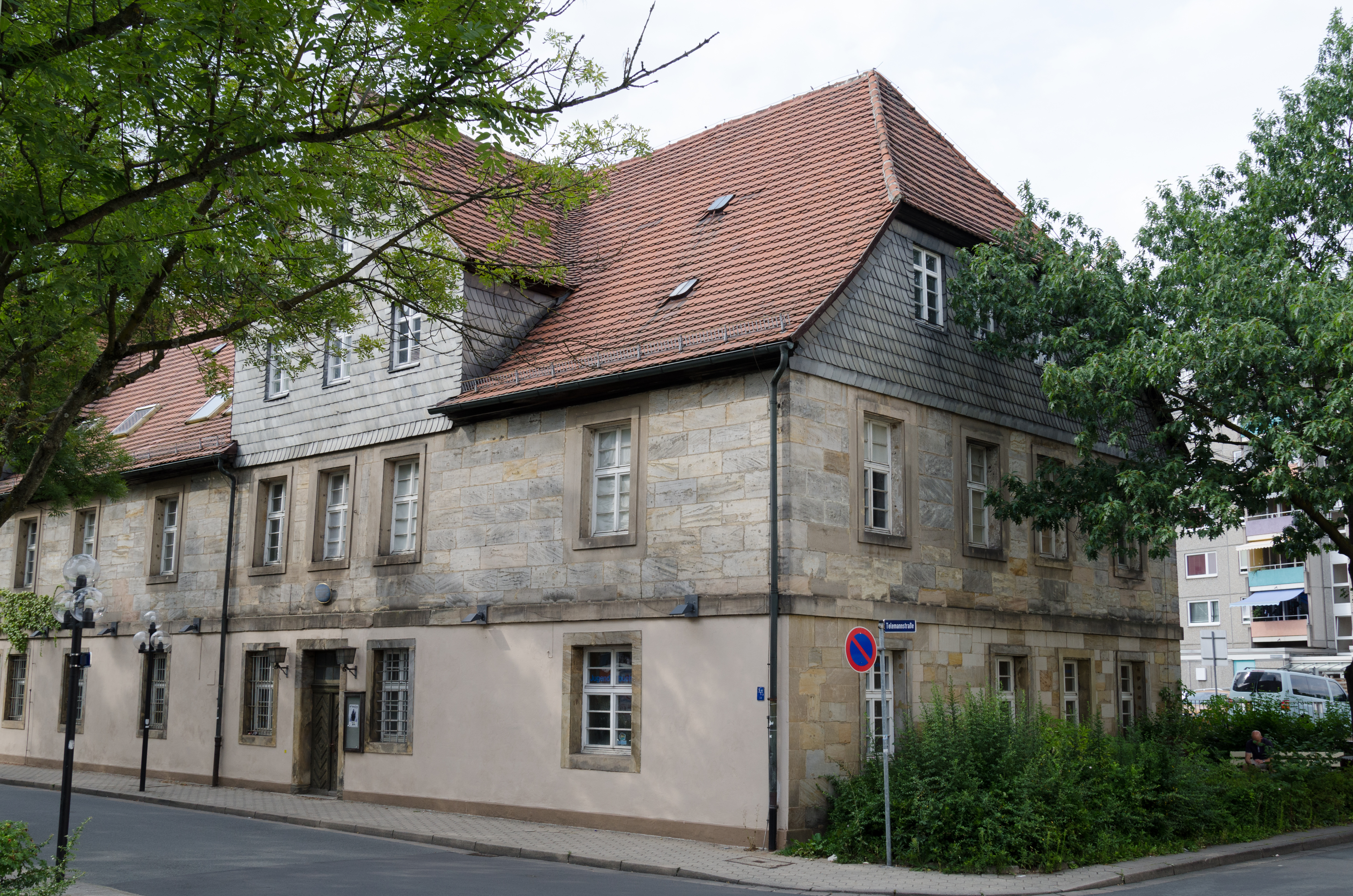
Grasers Wohn- und Sterbehaus in der Bayreuther Münzgasse

In Bamberg hatte Graser Franziska Küster, die Tochter eines Appellationsgerichtsrats, kennengelernt, zu der er eine große Zuneigung entwickelte. Daher trat er mit der Bitte, ihn bei der Entbindung von seinen priesterlichen Verpflichtungen zu unterstützen, an den Kanonisten Andreas Frey heran. 1807 suchte er bei der königlichen Landesdirektion um die Erlaubnis zur Verehelichung nach und berief sich dabei auf den Code Napoleon, wonach allen Geistlichen, die keine priesterliche Tätigkeit im strengen Sinne ausübten, die Ehe ohne Bedenken zu gestatten sei. Der zuständige Fürstbischof Georg Karl von Fechenbach soll Graser bei der Laisierung Hilfe angeboten haben, starb jedoch im Jahr 1808. Nach seinem Tod blieb der bischöfliche Stuhl von Bamberg bis September 1821 verwaist. Mit der Führung des Generalvikariats betraute Papst Pius VII. Joseph Georg Karl von Hutten, den letzten Propst des alten Domkapitels, und stattete ihn mit allen nötigen geistlichen Vollmachten aus. Mit „allerhöchster Entschließung“ verweigerte von Hutten 1809 Graser die Dispens zur Eheschließung.
In Bayreuth, das bis zum 30. Juni 1810 vier Jahre lang unter französischer Verwaltung gestanden hatte, wurde seit dem 23. November 1808 die Justiz endgültig im Namen Napoleons ausgeübt. Bereits unter bayerischer Herrschaft suchte der Neubürger Graser am 26. September jenes Jahres hoffnungsvoll nochmals um Dispens nach, was das Generalvikariat am 25. Juni 1811 erneut ablehnte. Daher suchte Graser mit Hilfe eines befreundeten Geistlichen nach einem neuen Weg zur Eheschließung. Der Pfarrer Schmidt und der assistierende Pater Lindner aus Bischberg trauten das Paar, wobei Lindner der wahre Sachverhalt verschwiegen wurde. Diese Eheschließung war nach kirchlichem Recht ungültig; da die Bestimmungen des Code Napoleon in Bayern keine Anwendung fanden, war die Ziviltrauung dort nicht existent. Die Öffentlichkeit betrachtete Graser aber als verheiratet. Aus der Verbindung gingen mehrere Kinder hervor, die zum Teil schon früh starben. Graser überlebte auch seine Frau Franziska und eine erwachsene Tochter, die ihm als Witwer den Haushalt führte. Zwei weitere Töchter und mindestens zwei Söhne Grasers sind bekannt.
In Bayreuth lebte Graser im Gebäude der alten Münzstätte in der Münzgasse, das nach 1804 zum Schulhaus umgebaut wurde und heute als Kulturzentrum der jüdischen Gemeinde dient. Mit dem Fabrikanten und Magistratsrat Christoph Friedrich Leers pflegte er ein freundschaftliches Verhältnis. Mehrmals traf er auch den in Bayreuth lebenden Schriftsteller Jean Paul. Dieser ermunterte Graser, bezüglich einer boshaften Rezension seines Buchs Divinität oder das Prinzip der einzig wahren Menschenerziehung „mit gleicher Länge und Schärfe“ eine Erwiderung zu verfassen.
Trotz zahlreicher Denunziationen und Diskriminierungen bleib Graser im protestantisch geprägten Bayreuth der katholischen Kirche treu. Alljährlich begab er sich nach Marienweiher, um dort bei Pater Modestus Diller zu beichten. Am 28. Februar 1841 starb er in Bayreuth und wurde am 3. März auf dem örtlichen Stadtfriedhof bestattet.

## Ehrungen

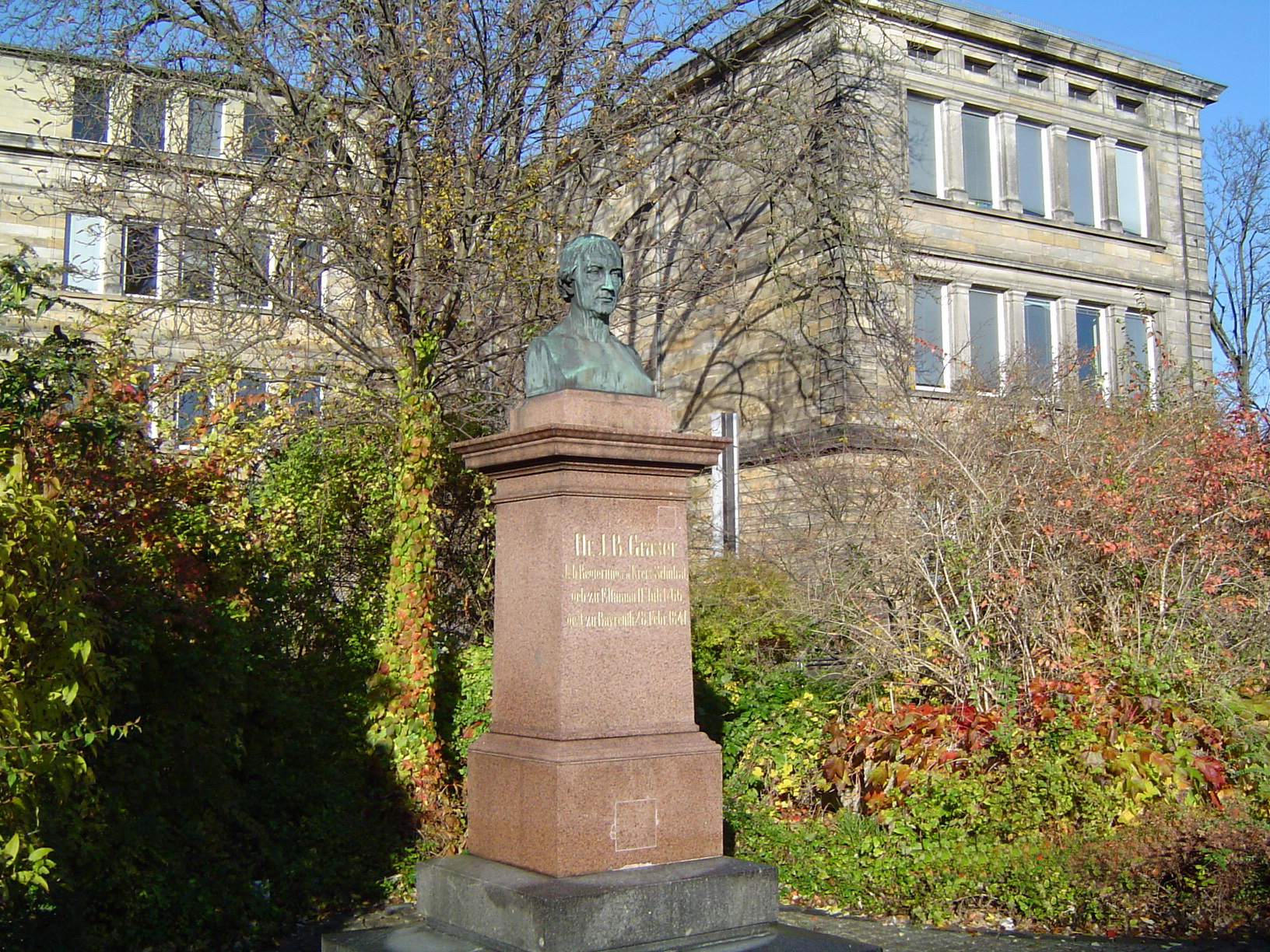
Büste von Johann Baptist Graser an der Graserschule in Bayreuth

In Bayreuth wurden die Graserschule und 1897 die Graserstraße nach ihm benannt.

## Werke (Auswahl)
- Die Hauptgesichtspunkte bey der Verbesserung des Volksschulwesens. 2. Aufl. Grau, Bayreuth 1823.
- Das Judenthum und seine Reform. Grau, Bayreuth 1828.
- Divinität oder das Princip der einzig wahren Menschenerziehung. 3. Aufl. Bayreuth 1830.
- Der durch Gesicht- und Tonsprache der Menschheit wiedergegebene Taubstumme. Grau, Bayreuth 1829 (2. Aufl. 1834).
- Die Elementarschule des Lebens in der Grundlage zur Reform des Unterrichts. Zwei Bände. 4. Aufl. Grau, Hof & Wunsiedel 1839.
- Beleuchtung der Elementarschule fürs Leben. Grau, Hof 1840.

## Trivia
Im Jahr 1842 bat Grasers ältester Sohn den König um die Aufnahme seines jüngsten Bruders Ludwig in das Infanterieregiment Graf Hertling. Dies wurde mit der Begründung, die Ehe seines Vaters sei nicht gültig, abgelehnt.